# 885 Ulrike
885 Ulrike eller 1917 CX är en asteroid i huvudbältet, som upptäcktes 23 september 1917 av den sovjetiske astronomen Sergej Beljavskij vid Simeiz-observatoriet på Krim. Den är uppkallad efter Ulrike von Levetzow.
Asteroiden har en diameter på ungefär 30 kilometer och den tillhör asteroidgruppen Themis.